# Igor Grosu

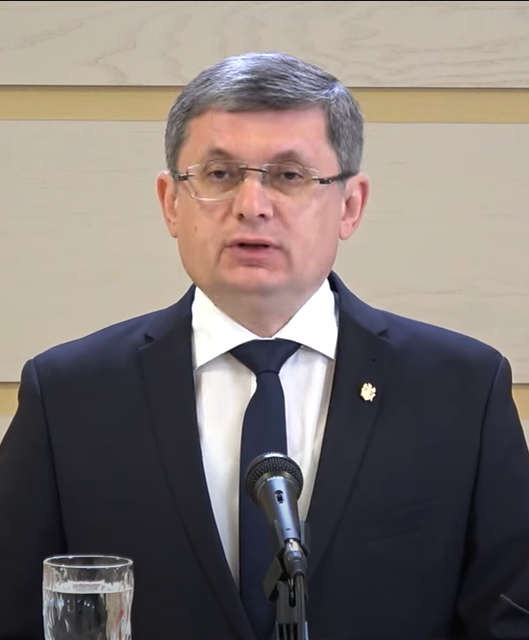
Igor Grosu (2023)

Igor Grosu (* 30. November 1972 in Andrușul de Sus, Rajon Cahul, Moldauische SSR) ist ein moldauischer Politiker und seit 2019 Mitglied des Parlaments der Republik Moldau, seit 2021 ist er Präsident des Parlaments der Republik Moldau. Seit 2022 ist er auch Präsident der Partidul Acțiune și Solidaritate (PAS).

## Leben
Grosu studierte Geschichte und war stellvertretender Bildungsminister, unter Maia Sandu. Im August 2015 entließ ihn Premierminister Valeriu Strelet „auf der Grundlage des Rücktrittsantrags“ von seinem Amt und ernannte ihn wenige Tage später zum wichtigsten Staatsberater des Premierministers in den Bereichen Wissenschaft, Bildung, Gesundheitswesen und Sozialschutz, eine Position, der er sich einige Monate lang widersetzte, als er vom Interims-Premierminister Gheorghe Brega freigelassen wurde.
Später schloss sich Grosu seiner früheren Bildungsleiterin Maia Sandu an, war eine der Gründerinnen der Partidului Acțiune și Solidaritate (PAS) und wurde Generalsekretärin der neuen Formation auf der politischen Bühne der Republik Moldau.
Bei der Parlamentswahl im Februar 2019 kandidierte Grosu im Namen des ACUM-Wahlblocks im Wahlkreis Nr. 20 – Străseni, gegründet von PAS und der Platforma Demnitate și Adevăr, wurde jedoch vom Demokraten Pavel Filip, dem damaligen amtierenden Premierminister, übertroffen. Dennoch gelang es Grosu, auf der nationalen Liste des ACUM-Blocks ins Parlament einzuziehen, wo er an vierter Stelle stand.
Grosu gehört auch zu den Gründern von Nichtregierungsorganisationen Amnesty International Moldova, dem Nationalen Hilfs- und Informationszentrum für NGOs aus Moldawien „CONTACT“, der Asociația Pro-Democrație, dem Consiliul Național al Tineretului din Moldova und dem Centrul de analiză și evaluare a reformelor.
Nachdem Maia Sandu am 10. Dezember 2020 von ihrem Amt als PAS-Vorsitzende und Parteimitglied zurückgetreten war, wurde Igor Grosu Interimspräsident der Aktions- und Solidaritätspartei. Am 16. März 2021 wurde er zum Premierminister der Republik Moldau ernannt. Dies war der zweite Vorschlag, der vom Parlament abgelehnt wurde, was zu vorgezogenen Neuwahlen führte. Am 29. Juli 2021 wurde Igor Grosu von 64 Abgeordneten der PAS und der Şor-Partei zum Präsidenten des Parlaments der Republik Moldau gewählt.